# Phoracantha complicata
Phoracantha complicata là một loài bọ cánh cứng trong họ Cerambycidae.